# Aksjomat podzbiorów
Aksjomat podzbiorów, aksjomat wyróżniania, aksjomat wycinania – jeden z aksjomatów teorii mnogości w ujęciu Zermela-Fraenkla. Wprowadzony do pierwszej aksjomatyki teorii mnogości przez Zermela w roku 1908. W pierwotnej postaci wzbudzał wiele kontrowersji; współczesna postać pochodzi od Skolema.
Aksjomat stwierdza:
Dla danego predykatu P z jedną zmienną, niezawierającego symbolu B:
{\displaystyle \forall A\,\exists B\,\forall z:z\in B\iff z\in A\land P(z).}
Czyli każde wskazanie elementów dowolnego zbioru A formułą P jest pewnym zbiorem (zawartym w A).
W istocie nie jest on jednym aksjomatem, lecz schematem aksjomatów, tzn. mamy do czynienia z nieskończonym zbiorem aksjomatów. Każdej formule odpowiada osobny aksjomat.

## Zależność od pozostałych aksjomatów
Zdefiniujmy predykat funkcyjny {\displaystyle F{:}}
{\displaystyle F(x):={\begin{cases}\{x\},&{\mbox{gdy }}P(x),\\\varnothing ,&{\mbox{gdy }}\neg P(x).\end{cases}}}
Aksjomat pary potwierdza istnienie zbioru {\displaystyle \{x,x\}=\{x\},} natomiast zbiór {\displaystyle \varnothing } wynika wprost z aksjomatu zbioru pustego, co dowodzi słuszności definicji predykatu. Zgodnie z aksjomatem zastępowania każdy predykat funkcyjny posiada swój obraz, co dowodzi istnienia rodziny zbiorów {\displaystyle F[A],} z czego mocą aksjomatu sumy wynika istnienie zbioru {\displaystyle B.}